# ツール・ド・フランス1927
ツール・ド・フランス1927は、ツール・ド・フランスとしては21回目の大会。1927年6月19日から7月17日まで、全24ステージ、全行程5321kmで行われた。

## 総合成績
| 順位 | 選手名                     | 国籍           | 時間            |
| ---- | -------------------------- | -------------- | --------------- |
| 1    | ニコラ・フランツ           | ルクセンブルク | 198時間16分42秒 |
| 2    | モリス・デワール           | ベルギー       | +1時間48分21秒  |
| 3    | ジュリアン・ヴェルヴァック | ベルギー       | +2時間25分06秒  |
| 4    | アンドレ・ルデュック       | フランス       | +3時間02分05秒  |
| 5    | アドラン・ブノワ           | ベルギー       | +4時間45分23秒  |
| 6    | アントナン・マーニュ       | フランス       | +4時間48分23秒  |
| 7    | ペ・ヘルハーヘン           | ベルギー       | +6時間18分36秒  |
| 8    | ジュリアン・モワノー       | フランス       | +6時間36分17秒  |
| 9    | エクトール・マルタン       | ベルギー       | +7時間07分34秒  |
| 10   | モリス・ヘルトホフ         | ベルギー       | +7時間16分02秒  |
|      | 川室競                     | 日本           | 第1ステージ棄権 |

### マイヨ・ジョーヌ保持者
| 選手名                       | 国籍           | 首位区間  |
| ---------------------------- | -------------- | --------- |
| フランシス・ペリシエ         | フランス       | 第1-第5   |
| フェルディナン・ル・ドローゴ | フランス       | 第6       |
| エクトール・マルタン         | ベルギー       | 第7-第10  |
| ニコラ・フランツ             | ルクセンブルク | 第11-最終 |